# Henk Vermeer
Henk Vermeer (Uddel, 21 augustus 1966) is een Nederlandse bedrijfskundige,  marketingmanager en politicus. Hij is mede-oprichter van de BoerBurgerBeweging (BBB) en  sinds 6 december 2023 lid van de Tweede Kamer der Staten-Generaal voor deze partij. Van 2018 tot 2023 was hij namens stadspartij Harderwijk Anders gemeenteraadslid in Harderwijk, hij was voorzitter van de zeskoppige partijfractie.

## Maatschappelijke loopbaan
Vermeer ging van 1978 tot 1983 naar het havo op het Christelijk College Nassau-Veluwe en volgde van 1983 tot 1987 een opleiding bedrijfskunde aan de Christelijke Agrarische Hogeschool Dronten, waar hij in 1987 afstudeerde. Als student liep hij in 1986 stage bij de Deventer Mengvoeder Centrale (DMC). Na zijn afstuderen werd hij daar in 1987 commercieel vertegenwoordiger. Vervolgens werd hij in 1991 marketingmanager en in 1995 algemeen directeur bij de DMC.
In 1989 volgde Vermeer een NIMA-B opleiding en in 1993 een opleiding bedrijfseconomie bij het NIVE. Van 1999 tot 2002 was hij sales- en marketingmanager bij PinkRoccade. Van 2002 tot 2006 was hij manager commerciële zaken en lid van het managementteam bij het internet-platform Agroportal. Van 2006 tot 2014 was hij zelfstandig adviseur en van 2006 tot 2012 directeur netwerkonderneming bij My eyes Group. Van 2014 tot 1 januari 2022 was hij strategie en online partner bij ReMarkAble communicatie.

## Politieke carrière
Vermeer werd in 2017 actief voor de lokale politieke groepering Stadspartij Harderwijk Anders, die vanaf 2006 in de gemeenteraad zit en na de fusie met de Stadspartij Harderwijk een onafhankelijk duurzame signatuur heeft. In maart 2018 werd hij voor deze partij gekozen als gemeenteraadslid van Harderwijk, de partij werd met zes zetels naast de VVD de grootste. Vermeer was lijsttrekker, werd voorzitter van de fractie en voerde de coalitieonderhandelingen.
In 2019 richtte hij daarnaast samen met Caroline van der Plas en Wim Groot Koerkamp de BoerBurgerBeweging (BBB) op. In maart 2021 werd hij in deeltijd ambtelijk secretaris van de BBB-Tweede Kamerfractie die op dat moment alleen uit Van der Plas bestond, vanaf 1 januari 2022 fulltime. Hij was nummer 4 op de kandidatenlijst van de BBB voor de Tweede Kamerverkiezingen van 2023. Omdat de partij zeven zetels haalde had hij recht op een zetel in de Tweede Kamer. Op 6 december dat jaar werd hij beëdigd als Tweede Kamerlid. Daar is hij woordvoerder economische zaken, financiën, pensioenen en rijksuitgaven. Hij is lid van de Benelux Interparlementaire Assemblee en van de Kamercommissies:
- Buitenlandse Handel en Ontwikkelingssamenwerking
- Economische Zaken en Klimaat
- Financiën
- Presidium
- Rijksuitgaven
- Sociale Zaken en Werkgelegenheid

Elsevier journalist Liesbeth Wytzes noemde hem "het BBB-brein dat altijd een stap vooruit denkt". Vermeer is tevens vijfde ondervoorzitter van de Tweede Kamer.
In december 2024 kwam Vermeer in het nieuws omdat hij een rapport in ontvangst had genomen over windmolens van de klimaatsceptische organisatie Clintel. Hierop kwam kritiek omdat dit de indruk bevestigde dat hij vatbaar is voor desinformatie en dat hij deze verspreidt. Hierover gaf hij in een interview te kennen dat hij dit anders zag: voor hem heeft een enkel wetenschappelijk rapport met een afwijkende conclusie evenveel waarde als "99 andere rapporten, die iets anders aantonen": "Een roepende in de woestijn kan ook gelijk hebben", zo vatte hij zijn weerwoord samen. Volgens Vermeer kon het best zo zijn dat men hen 10 jaar later alsnog gelijk zou geven.

## Persoonlijk
Vermeer groeide op in een gezin met zes kinderen, zijn vader was timmerman, zijn moeder bestierde gezin en huishouden, beide zijn betrokken bij het verenigingsleven. Vermeer is getrouwd, zijn vrouw is actief in de thuiszorg. Ze hebben samen twee kinderen en in het gezin zijn drie kinderen uit een eerder huwelijk van zijn vrouw. Hij is belijdend lid van de Protestantse Kerk in Nederland (PKN). Hij was voorzitter van amateurvoetbalclub Zwart Wit '63 en van festival de Aaltjesdagen.